# Vigil (Liturgie)
Eine Vigil (von lateinisch vigilia ‚Nachtwache‘, griechisch pannychis), auch als Pluraletantum Vigilien gebraucht, ist eine nächtliche Gebetswache vor einem Fest des Kirchenjahres, die meist in Gemeinschaft gefeiert wird. Ihre Elemente sind Psalmen und Lesungen biblischer und anderer geistlicher Texte, wie die der Kirchenväter. Im Stundengebet ist die Matutin mit ihren Nokturnen die ursprünglich für die Nacht oder die frühen Morgenstunden bestimmte Hore des liturgischen Tages, die deswegen in monastischen Klöstern auch als Vigilien bezeichnet wird. Bis 1955 wurden auch die Vortage bestimmter Hochfeste als Vigil(tag) bezeichnet.

## Nachtwache im Judentum und im Neuen Testament
Nächtliches Studium der Tora und Lobgebete sind in Kreisen des Judentums üblich und am Sederabend zu Beginn des Pessachfestes sehr verbreitet. Im Neuen Testament ist die Mahnung zur Wachsamkeit häufig, verbunden mit der Mahnung zum Gebet (so Mt 24,42 , Mt 25,1–13 ) nach dem Vorbild Jesu, der sich wiederholt zum Wachen und Beten zurückzog (z. B. Lk 6,12 ).

## Die Vigilien im Kirchenjahr
Im frühen Christentum bis zum Mittelalter versammelten sich die Gläubigen zu Vigiliae, um sich durch Fasten, Gebet und das Hören des Wortes Gottes auf den Sonntag oder ein Fest vorzubereiten, oder sie taten es einzeln in ihren Wohnungen. Bei großen Wallfahrten wurde die Nacht vor dem Wallfahrtstag am Heiligtum betend durchwacht und bei Sonnenaufgang mit der Feier der heiligen Messe abgeschlossen. In der frühen Kirche hatte jedes Fest des Kirchenjahres eine eigene Vigil. Gegen Morgen des Vigiltages pflegten sich die Gläubigen in den Straßen um die Kirche zu versammeln, um auf die feierlichen Gottesdienste zu warten; ein Brauch, der bei den Kirchenvätern Augustinus und Hieronymus erwähnt und empfohlen wird.
Die Synode von Erfurt verband 932 auch das Fasten mit der Feier einer Vigil. Das Fasten am Heiligen Abend wird bereits 412 bei Theophilos erwähnt, das vor dem Fest der Erscheinung des Herrn 407 bei Johannes Chrysostomos und jenes vor Pfingsten im Sacramentarium Leonianum aus dem 7. Jahrhundert. Papst Nikolaus I. führt 867 in seiner Responsa … ad consulta Bulgarorum das Fasten am Heiligen Abend und am Fest der Aufnahme Mariens in den Himmel an.
Mit der Zunahme der Feste im liturgischen Kalender wurde die Anzahl der Vigilien stark reduziert. Die Synode von Seligenstadt führt die Vigilien von Weihnachten, dem Fest der Erscheinung des Herrn, jene der Apostelfeste, der Aufnahme Mariens in den Himmel, des heiligen Laurentius und die von Allerheiligen (vigilia in festo omnium sanctorum am 31. Oktober) an, außerdem eine Vigil mit zweiwöchigem Fasten vor dem Hochfest der Geburt Johannes des Täufers.
Im Abendland hatten nur die älteren Feste Vigiltage, während sogar vor neueren Hochfesten wie Fronleichnam und Heiliges Herz Jesu keine gehalten wurden, mit der Ausnahme des Hochfestes der Unbefleckten Empfängnis. Zuletzt wies der Römische Generalkalender neben dem Karsamstag siebzehn solcher Vigilien auf, wobei einige Bistümer und Orden noch eigene Vigiltage hatten, etwa die Karmeliten vor dem Hochfest Unserer Lieben Frau auf dem Berge Karmel.
Im frühen Mittelalter wanderten die nächtlichen Vigilfeiern zunächst auf den Vorabend. Später konnten sie an Nachmittag und zuletzt am Vormittag des Vortages eines Festes „vorgeholt“ werden; dabei wurde der Charakter der Nachtwache jedoch mehr und mehr ausgehöhlt. Es entwickelten sich eigene Propriumstexte für die gesamte Messfeier und das Stundengebet oder Teile davon, so dass der Vigiltag praktisch eine ganztägige Vorfeier wurde, durch die hohe Feste ausgezeichnet wurden, ähnlich wie mit einem Oktavtag.
Um die Mitte des 20. Jahrhunderts hatten folgende Feste eine Vigil:
- die Herrenfeste Weihnachten, Erscheinung des Herrn, Ostern, Christi Himmelfahrt und Pfingsten;
- die Marienfeste Aufnahme Mariens in den Himmel und das Fest der Unbefleckten Empfängnis;
- die Feste der heiligen Apostel Andreas, Bartholomäus, Jakobus der Ältere, Matthäus, Matthias, Peter und Paul, Thomas, das Geburtsfest Johannes’ des Täufers und Allerheiligen.

Papst Pius XII. schaffte 1955 die Vigilien mit Ausnahme des Heiligen Abends, der Weihnachtsvigil, als Festverdoppelungen ab. Nach der Liturgiereform des Zweiten Vatikanischen Konzils ist eine Vigilmesse nur noch als Vorabendmesse einzelner Hochfeste anzusehen. Wo es Brauch ist, können in den Nächten vor Sonntagen, hohen Festen und Wallfahrtstagen Vigilien gefeiert werden. Die nächtliche Christmette und die Osternacht sind solche Vigilfeiern.

## Gegenwart
Die prägnanteste nächtliche Vigilfeier mit eigener Liturgie ist die Osternacht. Der heilige Augustinus bezeichnet die Vigil dieser Nacht als so bedeutsam, dass sie diesen auch den anderen Vigilien gemeinsamen Namen wie einen Eigennamen an sich gezogen habe. Eine ähnliche Feier gibt es auch in der griechisch-orthodoxen Kirche, wo sie Pannychis oder Hagrypnia genannt wird. Auch die Christmette der Heiligen Nacht ist als Vigil zu verstehen.
Für die Gestaltung von Vigilien vor Sonntagen, Festen oder Wallfahrtstagen sieht die Liturgie vor, dass die Lesehore mit Elementen aus dem Anhang des Stundenbuchs zu Vigilien erweitert werden kann, oder es kann eine andere Gestaltung nach den Regeln für Wort-Gottes-Feiern gewählt werden.
In neuerer Zeit ist die Nachtwache unter freiem Himmel zum Abschluss der Weltjugendtage zur Tradition geworden, bei der Jugendliche Nachtwache halten, um sich auf den Höhepunkt des Weltjugendtages, die Abschlussmesse, vorzubereiten.